# Anthony Caci
Anthony Caci (ur. 1 lipca 1997 w Forbach) – francuski piłkarz grający na pozycji lewego obrońcy w klubie 1. FSV Mainz 05.

## Kariera juniorska
Caci grał jako junior w SO Merlebach (2003–2004), ES Petite-Rosselle (2004–2008), Étoile Naborienne (2008–2009), SG Marienau (2009–2011) oraz RC Strasbourg (2011–2015).

## Kariera seniorska

### RC Strasbourg II
Caci zadebiutował w rezerwach RC Strasbourg 17 października 2015 w przegranym 3:1 spotkaniu przeciwko FCSR Haguenau. Pierwszego gola strzelił 7 maja 2016 w meczu z ASC Biesheim (wyg. 4:2). Ostatecznie w barwach rezerw RC Strasbourg Caci wystąpił 54 razy zdobywając 8 bramek.

### RC Strasbourg
Caci zadebiutował w pierwszej drużynie RC Strasbourg 21 października 2016 w meczu z AJ Auxerre (wyg. 2:1). Pierwszą bramkę zdobył 23 listopada 2019 w wygranym 0:4 spotkaniu przeciwko Amiens SC. Łącznie dla RC Strasbourg Caci rozegrał 119 meczów strzelając 2 gole.

### 1. FSV Mainz 05
Caci podpisał kontrakt z 1. FSV Mainz 05 5 stycznia 2022, dołączając do ich drużyny 1 lipca 2022 po wygaśnięciu kontraktu z RC Strasbourg. Debiut dla nich zaliczył 6 sierpnia 2022 w wygranym 1:2 spotkaniu przeciwko VfL Bochum. Pierwszego gola strzelił 16 września 2022 w meczu z Herthą Berlin (1:1).

## Kariera reprezentacyjna

### Francja U-21
Caci zaliczył dwa występy w reprezentacji Francji U-21: 3 czerwca 2019 przeciwko Belgii (wyg. 3:0) i 11 czerwca przeciwko Austrii (przeg. 3:1).

### Francja U-23
Caci zadebiutował w reprezentacji Francji U-23 16 lipca 2021 w meczu z Koreą Południową (wyg. 1:2), notując wtedy również asystę. Został powołany na Letnie Igrzyska Olimpijskie 2020. Wystąpił we wszystkich trzech meczach fazy grupowej: 22 lipca z Meksykiem (przeg. 4:1), 25 lipca z RPA (wyg. 4:3) oraz Japonią (przeg. 0:4).

## Statystyki

### Klubowe
(aktualne na dzień 11 lipca 2024)
| Klub               | Sezon              | Liga                   | Liga  | Liga   | Puchar kraju | Puchar kraju | Puchar ligi | Puchar ligi | Europa | Europa | Suma  | Suma   |
| Klub               | Sezon              | Liga                   | Mecze | Bramki | Mecze        | Bramki       | Mecze       | Bramki      | Mecze  | Bramki | Mecze | Bramki |
| ------------------ | ------------------ | ---------------------- | ----- | ------ | ------------ | ------------ | ----------- | ----------- | ------ | ------ | ----- | ------ |
| RC Strasbourg II   | 2015/16            | Championnat National 3 | 9     | 2      | 0            | 0            | –           | –           | –      | –      | 9     | 2      |
| RC Strasbourg II   | 2016/17            | Championnat National 3 | 22    | 2      | 0            | 0            | –           | –           | –      | –      | 22    | 2      |
| RC Strasbourg II   | 2017/18            | Championnat National 3 | 21    | 4      | 0            | 0            | –           | –           | –      | –      | 21    | 4      |
| RC Strasbourg II   | 2018/19            | Championnat National 3 | 1     | 0      | 0            | 0            | –           | –           | –      | –      | 1     | 0      |
| RC Strasbourg II   | 2019/20            | Championnat National 3 | 1     | 0      | 0            | 0            | –           | –           | –      | –      | 1     | 0      |
| RC Strasbourg II   | Ogólnie            | Ogólnie                | 54    | 8      | 0            | 0            | 0           | 0           | 0      | 0      | 54    | 8      |
| RC Strasbourg      | 2016/17            | Ligue 2                | 1     | 0      | 2            | 0            | 1           | 0           | –      | –      | 4     | 0      |
| RC Strasbourg      | 2017/18            | Ligue 1                | 0     | 0      | 0            | 0            | 0           | 0           | –      | –      | 0     | 0      |
| RC Strasbourg      | 2018/19            | Ligue 1                | 29    | 0      | 0            | 0            | 5           | 0           | –      | –      | 34    | 0      |
| RC Strasbourg      | 2019/20            | Ligue 1                | 8     | 1      | 1            | 0            | 1           | 0           | 0      | 0      | 10    | 1      |
| RC Strasbourg      | 2020/21            | Ligue 1                | 33    | 0      | 0            | 0            | –           | –           | –      | –      | 33    | 0      |
| RC Strasbourg      | 2021/22            | Ligue 1                | 37    | 1      | 1            | 0            | –           | –           | –      | –      | 38    | 1      |
| RC Strasbourg      | Ogólnie            | Ogólnie                | 108   | 2      | 4            | 0            | 7           | 0           | 0      | 0      | 119   | 2      |
| 1. FSV Mainz 05    | 2022/23            | Bundesliga             | 31    | 2      | 2            | 0            | –           | –           | –      | –      | 33    | 2      |
| 1. FSV Mainz 05    | 2023/24            | Bundesliga             | 31    | 2      | 2            | 0            | –           | –           | –      | –      | 33    | 2      |
| 1. FSV Mainz 05    | 2024/25            | Bundesliga             | 0     | 0      | 0            | 0            | –           | –           | –      | –      | 0     | 0      |
| 1. FSV Mainz 05    | Ogólnie            | Ogólnie                | 62    | 4      | 4            | 0            | 0           | 0           | 0      | 0      | 66    | 4      |
| Ogólnie w karierze | Ogólnie w karierze | Ogólnie w karierze     | 224   | 14     | 8            | 0            | 7           | 0           | 0      | 0      | 239   | 14     |

### Reprezentacyjne
(aktualne na dzień 11 lipca 2024)
| Reprezentacja      | Rok                | Mecze | Bramki |
| ------------------ | ------------------ | ----- | ------ |
| Francja U-21       | 2019               | 2     | 0      |
| Ogólnie            | Ogólnie            | 2     | 0      |
| Francja U-23       | 2021               | 4     | 0      |
| Ogólnie            | Ogólnie            | 4     | 0      |
| Ogólnie w karierze | Ogólnie w karierze | 6     | 0      |

| Mecze i gole w reprezentacji | Mecze i gole w reprezentacji | Mecze i gole w reprezentacji | Mecze i gole w reprezentacji | Mecze i gole w reprezentacji | Mecze i gole w reprezentacji | Mecze i gole w reprezentacji | Mecze i gole w reprezentacji     |
| Francja U-21                 | Francja U-21                 | Francja U-21                 | Francja U-21                 | Francja U-21                 | Francja U-21                 | Francja U-21                 | Francja U-21                     |
| Lp.                          | Data                         | Miejsce                      | Gospodarz                    | Gość                         | Wynik                        | Gol                          | Rozgrywki                        |
| ---------------------------- | ---------------------------- | ---------------------------- | ---------------------------- | ---------------------------- | ---------------------------- | ---------------------------- | -------------------------------- |
| 1.                           | 03.06.2019                   | Le Mans                      | Francja U-21                 | Belgia U-21                  | 3:3                          |                              | Mecz towarzyski                  |
| 2.                           | 11.06.2019                   | Hartberg                     | Austria U-21                 | Francja U-21                 | 3:1                          |                              | Mecz towarzyski                  |
| Francja U-23                 |                              |                              |                              |                              |                              |                              |                                  |
| Lp.                          | Data                         | Miejsce                      | Gospodarz                    | Gość                         | Wynik                        | Gol                          | Rozgrywki                        |
| 1.                           | 16.07.2021                   | Seul                         | Korea Południowa U-23        | Francja U-23                 | 1:2                          |                              | Mecz towarzyski                  |
| 2.                           | 22.07.2021                   | Chōfu                        | Meksyk U-23                  | Francja U-23                 | 4:1                          |                              | Letnie Igrzyska Olimpijskie 2020 |
| 3.                           | 25.07.2021                   | Saitama                      | Francja U-23                 | Południowa Afryka U-23       | 4:3                          |                              | Letnie Igrzyska Olimpijskie 2020 |
| 4.                           | 28.07.2021                   | Jokohama                     | Francja U-23                 | Japonia U-23                 | 0:4                          |                              | Letnie Igrzyska Olimpijskie 2020 |

## Sukcesy

### RC Strasbourg
- Ligue 2 (1×): 2016/2017
- Puchar Ligi Francuskiej (1×): 2018/2019